# Puchar Włoch w piłce nożnej (2006/2007)
Puchar Włoch 2006/07 – 60 edycja rozgrywek piłkarskiego Pucharu Włoch.

## Półfinały
- UC Sampdoria - Inter Mediolan 0:3 i 0:0
- A.C. Milan - AS Roma 2:2 i 1:3

## Finał
- 9 maja 2007, Rzym: AS Roma - Inter Mediolan 6:2
- 16 maja 2007, Mediolan: Inter Mediolan - AS Roma 2:1